# 霍罗绍沃-姆尼奥夫尼基区
霍罗绍沃-姆尼奥夫尼基区是莫斯科西北行政区的一区，面积17.81平方公里，人口182,497人。霍罗绍沃站、佐尔格站、姆尼奥夫尼基站、民兵站和捷列霍沃站位于该区内。